# Rijzendeweg
De Rijzendeweg is een straatnaam en een helling gelegen op de steilrand van de Brabantse Wal in Woensdrecht in het zuidwesten van de Nederlandse provincie Noord-Brabant. De top van de Rijzendeweg ligt nabij de top van de Bossestraat.

## Wielrennen
De helling wordt opgenomen in de Wielerronde van Woensdrecht. De helling is in 2015 opgenomen in de individuele tijdrit van de Eneco Tour. In 2018 was de klim een van de hoogtepunten van het Nederlands kampioenschap wielrennen op de weg. In de BinckBank Tour (Benelux Tour) in 2021 wordt de helling 4 maal opgenomen in het lokale parkoers in de 3e etappe tussen Essen en Hoogerheide. 
Op zondag 21 augustus 2022 liep de route van de derde etappe (van Breda naar Breda) van de Ronde van Spanje 2022 over de Rijzendeweg. Op de top van de helling waren bergpunten voor een vierde categorie klim te behalen. Thomas De Gendt kwam als eerste boven. 
In 2023 wordt de helling opgenomen in de 3e etappe van de ZLM Tour vanuit Roosendaal en met finish in Roosendaal.
De helling zit ook in de recreatieve wiellerroute Jo de Rooroute.

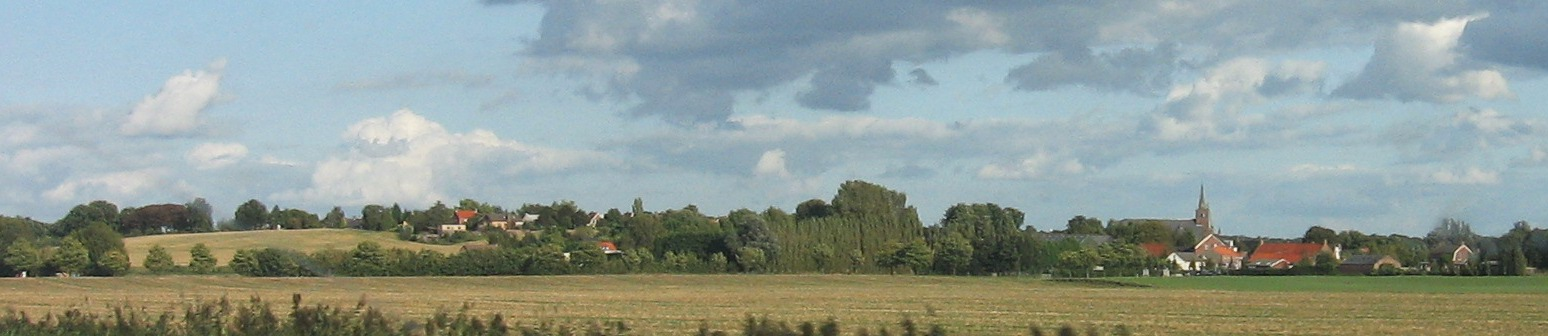
Rijzendeweg, met de kern Woensdrecht rechts